# Висотна поясність Кримських гір

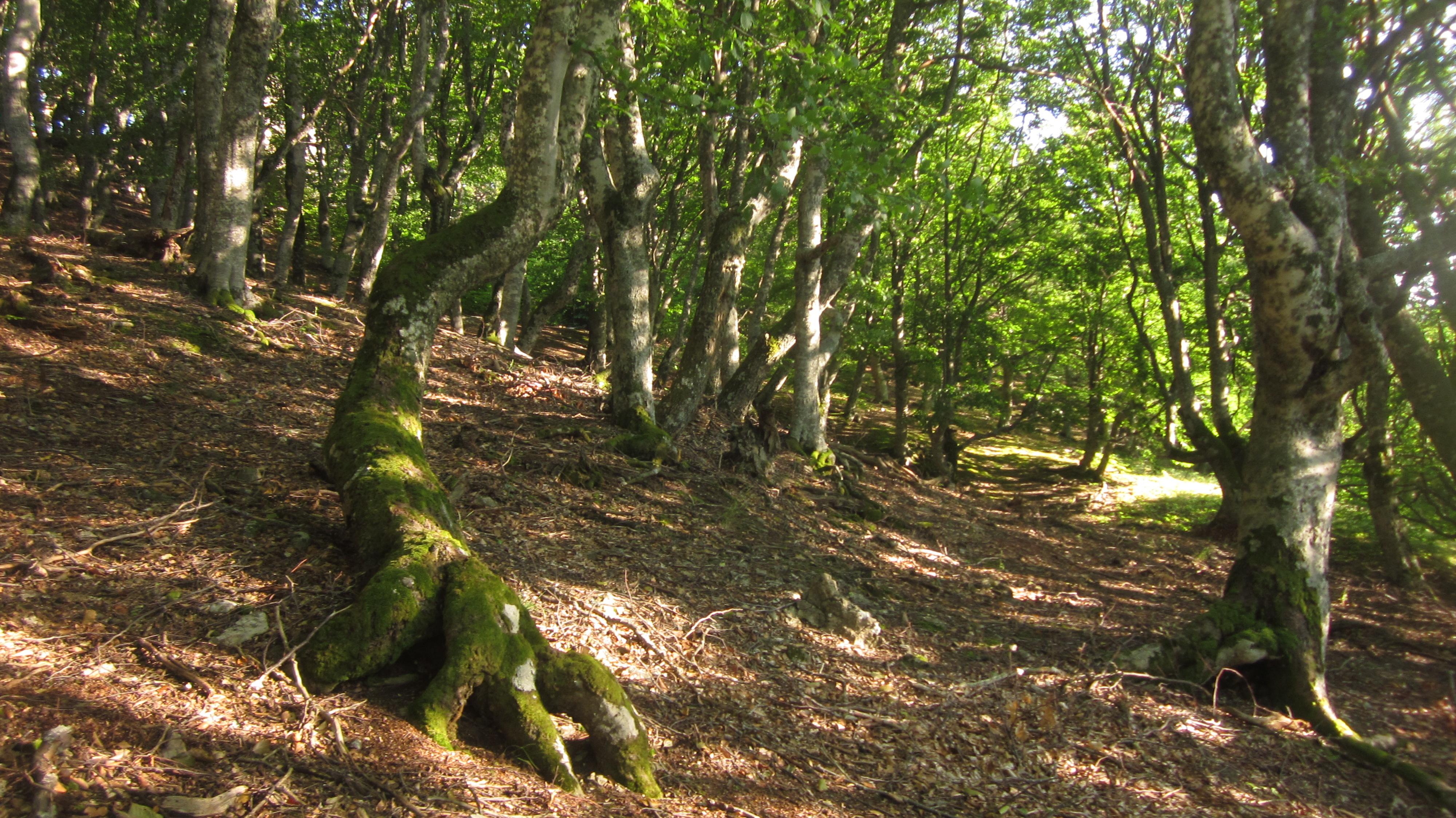
Листяний ліс на висоті 1000 м н.р.м.

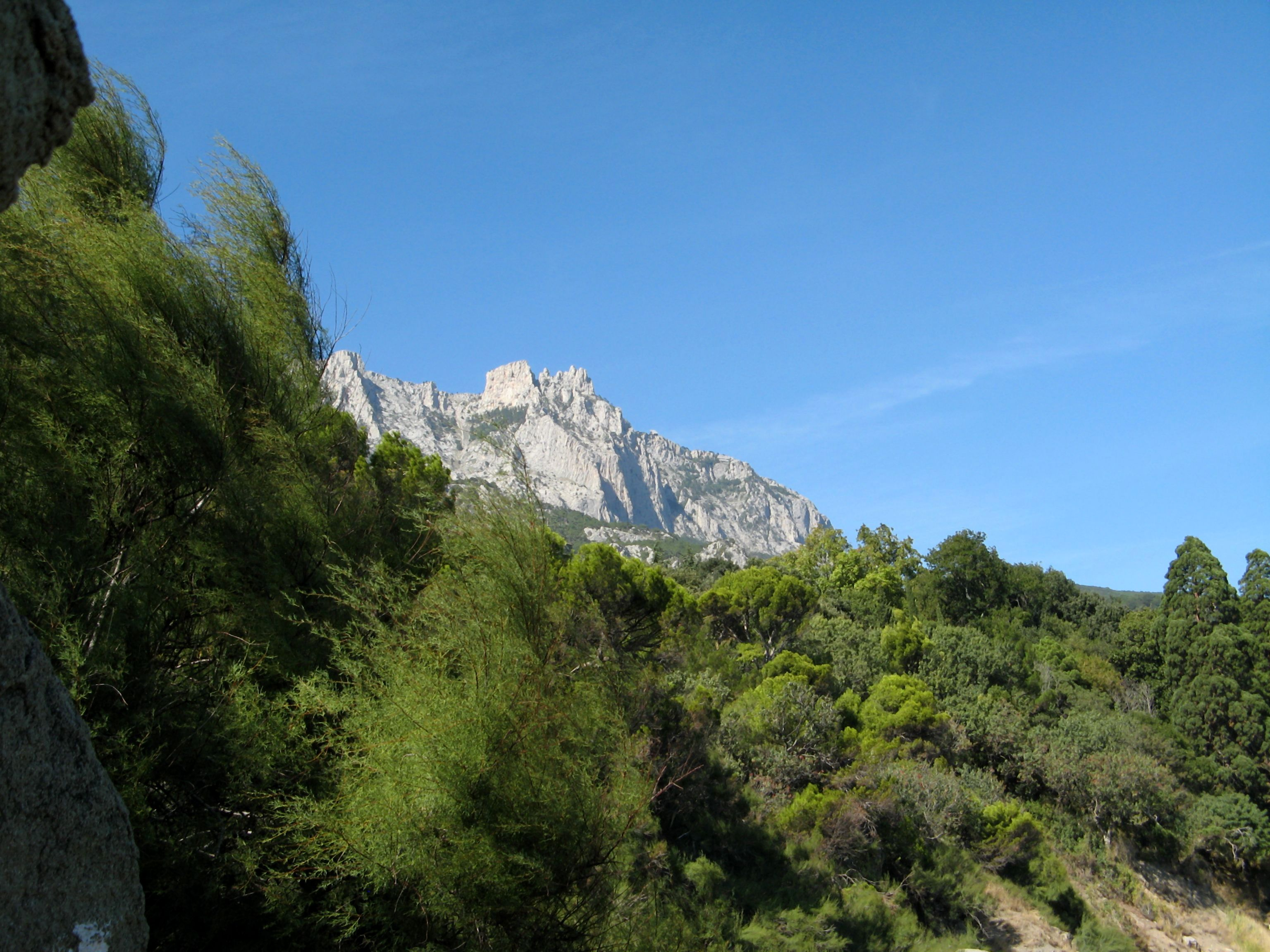
Приморські ялівцево-дубові ліси

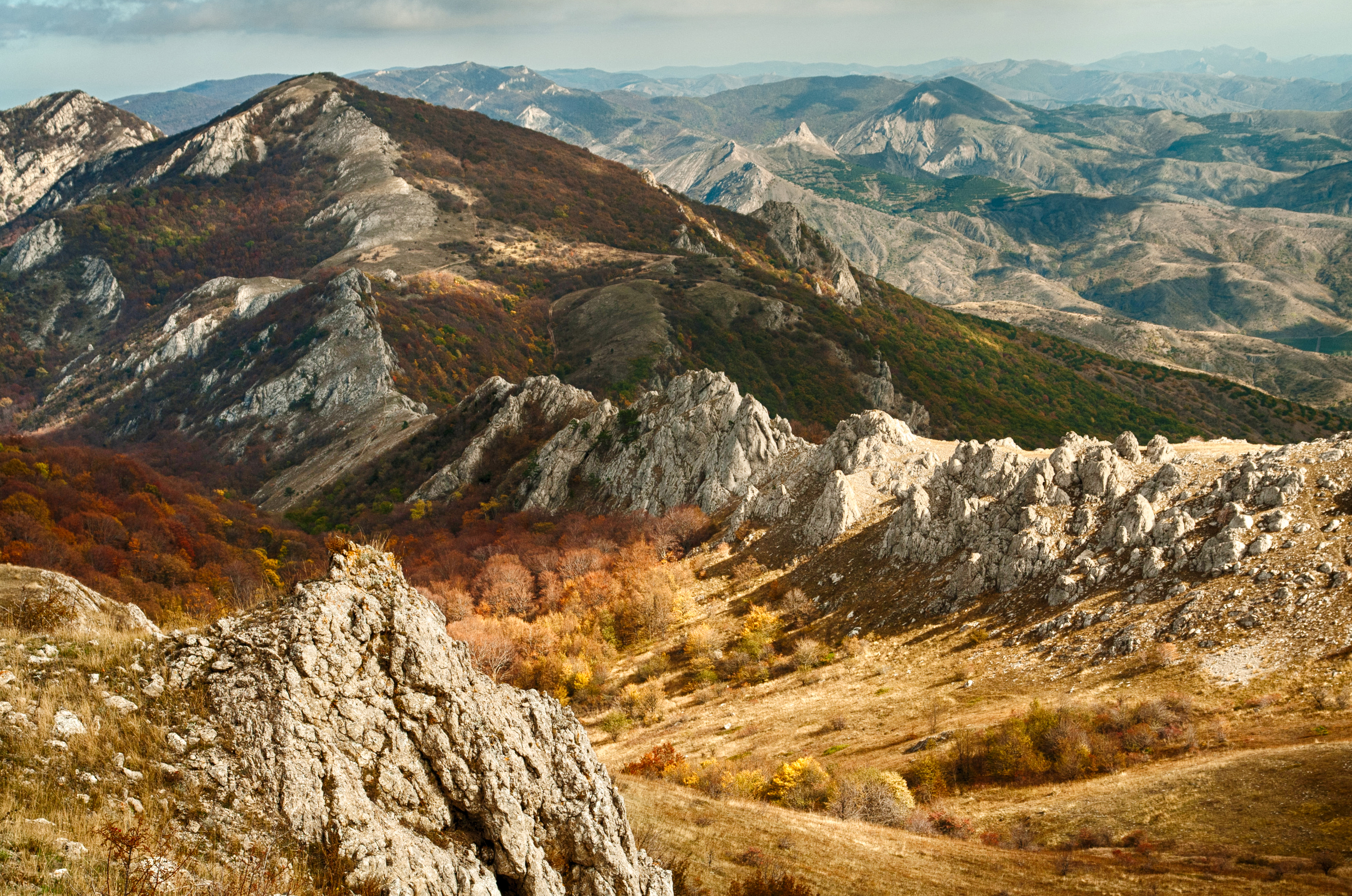
Луки високогір'я

Висо́тна по́ясність  Кримських гір або висотна зональність Кримських гір  — закономірна зміна природних комплексів у горах Криму, зумовлена насамперед зміною  клімату і ґрунтів в залежності від висоти над рівнем моря. .
Крим лежить у межах Приазовсько-Чорноморської степової геоботанічної підпровінції та Гірсько-Кримської геоботанічної підпровінції. Ділянки природної рослинності збереглися лише на заповідних територіях і об’єктах, а також у гірській частині. Площа лісів становить 309 тис. га. Це свідчить про його високу лісистість, яка сягає 32 %. У Гірському Криму вирізняють понад 40 типів лісу в різних типах лісорослинних умов. .
У Гірському Криму переважають ліси твердолистяних порід. Вони становлять 89,2 % вкритої лісом площі. На схилах гір переважають діброви (64 % площі лісів; дуб пухнастий, дуб звичайний, дуб скельний), букові (14,7 %), грабові (6,3 %), серед хвойних порід (7,2 %) переважають сосна кримська Палласа) і сосна звичайна. М’яколистяні й чагарники займають 3,6 % площі лісів. .
На північному макросхилі Гірського Криму розвинулися пояси: 
- лісостеповий (до 350 м);
- дубові ліси (350–700 м);
- букові і грабово-букові ліси (500–700 – до 1 300 м);
- яйлинські сухі степи (понад 1 300 м).

На південному: 
- приморські чагарники та ялівцево-дубові ліси (до 300–400 м);
- ліси із сосни кримської (400–900 м);
- грабово-буково-соснові ліси (від 900 м – до брівки яйл).
- Верхній рослинний пояс утворюють яйлинські лучні степи. [1].